# Helmut Thierfelder
Helmut Thierfelder (* 25. Juni 1921 in Dresden; † 17. Dezember 1982 in Münster) war ein deutscher Althistoriker.
Helmut Thierfelder legte 1939 sein Abitur ab und war ab 1940 in einer Konservenfabrik dienstverpflichtet. Von 1941 bis 1943 nahm er am Zweiten Weltkrieg teil, wurde dann aber wegen Krankheitsgründen entlassen. Bis Kriegsende war er zur Rekonvaleszenz in Kur. 1946 begann Thierfelder an der Universität Leipzig mit dem Studium der Geschichte, des Lateinischen und der Philosophie. Die Promotion erfolgte 1949 mit einer Arbeit zum Thema Regierungsprogramme und Propaganda auf den römischen Kaisermünzen im Zeitalter der Militäranarchie (248-268). Von Philippus Arabs bis Gallienus, Gutachter waren Otto Theodor Schulz und Wilhelm Schubart. Anschließend wurde er wissenschaftlicher Assistent in Leipzig und wurde 1953 mit der Wahrnehmung einer Dozentur beauftragt. Nachdem er sich 1954 mit der Arbeit Die römische Reichspolitik von Septimius Severus bis zum Staatskaisertum im Spiegel der Münzen und Inschriften 193-238 n. Chr. habilitiert hatte, wurde Thierfelder Dozent für Hilfswissenschaften der Alten Geschichte an der Leipziger Karl-Marx-Universität und kommissarischer Direktor des Althistorischen Instituts. Dabei waren seine Kompetenzen umstritten. Als Voraussetzung für die Berufung auf eine Professur wurde Thierfelder zum Eintritt in die SED gedrängt. Der zunehmende politische Druck veranlasste ihn 1958, von einer Studienreise nach Italien nicht in die DDR zurückzukehren, sondern in die Bundesrepublik Deutschland zu übersiedeln. Wegen dieser „Republikflucht“ wurden ihm seine wissenschaftlichen Grade in der DDR aberkannt. Sein Konkurrent Rigobert Günther verfasste in der Leipziger Universitätszeitung einen Artikel mit dem Titel Für Republikverräter kein Platz an der Universität, in dem er Thierfelder politisch-moralische Verworfenheit und Sympathien für eine Atomkriegsplanung der NATO vorwarf. Noch 1958 wurde Thierfelder wissenschaftlicher Assistent an der Westfälischen Wilhelms-Universität in Münster, im Juni 1964 daselbst Wissenschaftlicher Rat und außerplanmäßiger Professor für althistorische Hilfswissenschaften am Institut für Epigraphik und Papyrologie.

## Schriften
- Die Geschwisterehe im hellenistisch-römischen Ägypten, Aschendorff, Münster 1960 (Fontes et commentationes, H. 1)
- Unbekannte antike Welt. Eine Darstellung nach Papyrusurkunden, Mohn, Gütersloh 1963